# Життя комах (роман)
«Життя комах» (рос. Жизнь насекомых) — другий роман Віктора Пелевіна (1993 рік).
Алегорія на людське життя, досягнута шляхом її зіставлення з життям комах (очевидні паралелі з п'єсою Карла Чапека «З життя комах»). Вибрані автором персонажі є типовими представниками суспільства початку 1990-х років в Росії. Проте, цей факт сам по собі ролі не грає, оскільки типажі досить універсальні і адекватні для будь-якого часу. У тексті є відсилання до вчення Карлоса Кастанеди, Марка Аврелія і буддизму.
Перша публікація — в журналі «Знамя», 1993 — № 4, С. 6 — 65. За цей роман автор отримав премію 1993 року від журналу «Знамя» «за кращий художній твір про життя і незвичайні пригоди демократії в Росії»: премія традиційно присуджується журналом за кращі публікації в ньому; спонсором виступило видавництво «Материк».

## Сюжет
Дія роману розгортаються на початку 1990-х років. Географія роману - Крим.
У романі існують паралельно два світи: людський та світ комах. Відповідно, кожен із героїв виступає то в одній, то в іншій своїй іпостасі, а часом — обома разом.

### Комарі
Два російські комарі, Артур і Арнольд, мають зустрітися з американським комаром Семом. Сем знайомий з Росією, він чудово розмовляє російською.
Солідаризуючим початком для всіх трьох комарів є людська кров. Смоктання крові для цих героїв і важливе дозвілля, і робота, і покликання, і пристрасть. Сем прилетів до Росії, щоб зібрати нові зразки крові. Комарі вирушають за здобиччю.
Кров, яку спробував Сем, виявилася великою для нього проблемою. Американець відразу ж напився одеколона, що містився в крові.
Відбувається знайомство з комаром Арчібальдом. Останній не смокче кров, як звичайний комар, а вживає її з лабораторії у консервованому вигляді, склянками. Завданням товаришів є повернути Арчібальда до нормального комариного життя, де комарі п'ють кров на полюванні. По дорозі з Арчибальдом трапляється нещасний випадок, його вбиває муха Наташа в момент, коли він намагається присмоктатись до її ноги.

### Жуки-скарабеї
Жуки-скарабеї - Батько та син. Головне в їхньому житті - це гній (у людському світі - бабло).
Син-скарабей ніяк не може зрозуміти цього дуалізму: як гнійна куля може бути одночасно і тією кулею, що він штовхає перед собою, і тією кулею, на яку він налип, що котиться сам собою невідомо куди. Періодично повторюється мить, коли скарабеї, що влипли в гній, опиняються під своєю кулею, що котиться, - це сон. Самі вони сприймають це явище так, ніби іноді на їхні очі наїжджає бетонна плита. Коли бетонна плита від'їжджає від їхніх очей, скарабеї прокидаються.
Батько-скарабей довгі роки вчить сина власної філософської системи, доки він не вмирає, убитий жіночою туфлею.

### Мурахи
Головні герої цієї лінії — летюча мураха Марина, мурашиний лев, майор Микола, та їхня дочка муха Наташа.
Марина прилітає невідомо звідки та сідає на набережну. Вона не знає, чого хоче. Вона така сама, як усі. Тому для початку вона чинить так, як усі оточуючі самки: вона спилює напилком свої крила, потім іде в кінозал, наглядається там якихось закордонних фільмів і закохується в якогось іноземного актора. Їй хочеться, щоб і в її житті все йшлося так, як показано в цих фільмах.
Вийшовши з кінозалу, вона вирушає рити собі нору. Вириває та облаштовується у ній. Через якийсь час у її нору хід прокопує Микола. Вони починають жити разом у норі, що знаходиться у Магадані.
Микола поспішає: поки дружина ще не остаточно погладшала і ще може вилізти з нори, треба було б зводити її до театру. Микола в театрі несподівано вмирає, його товариші по службі пиляють його труп на частини. Частина цих шматків Марина приносить із собою у нору. У норі вона стрімко гладшає, практично втрачає можливість рухатися. Зате Марина стає матір'ю. Тут у неї вилуплюється з яйця дочка Наташа.
Бажанням Марини є виростити з дочки працівника культури, тому все дитинство Наталя навчається грі на баяні, який дістався їй від покійного батька. Доля Наташі складеться інакше, ніж хотіла її мати і вона стане мухою (інтердівчинкою). Відтепер між нею та матір'ю утворюється стіна. Вона знайомиться із комаром Семом, одного разу приводить його навіть додому.
Наталя скаржиться Сему на важке життя. У мух немає жодних прав, їх цькують хімікатами. Вона мріє виїхати з ним до Америки. Але Наташиним мріям не судилося здійснитися. Наприкінці роману вона гине на очах у Сема, прилипнувши до клейкої стрічки в ресторані.

### Нічні метелики
Наступна сюжетна лінія роману: життя нічних метеликів Діми та Міті. Вони прагнуть світла, але не можуть зрозуміти, що таке світло, що таке темрява і чи є світло насправді.
У певний момент Діма та Митя розуміють, що вони, не метелики, а світлячки, а отже, є джерелом світла самі, але при цьому змушені завжди бути у темряві. І бажано, щоб ніхто не здогадався, що вони є яскравим джерелом світла, крім якого у світі нічого не існує.
Наприкінці роману Міті доводиться боротися з власним трупом, але при цьому хто з ким бореться і хто здобуває перемогу, залишається нерозкритим.

### Конопляні клопи
Максим та Микита у світі комах — конопляні клопи (наркомани). Конопляні клопи настільки малі, що багато наркоманів приймають їх за дрібне сміття, яке тріщить, поки вони курять. Але деякі наркомани знають, що це не сміття, а дрібні жучки, і вірять у прикмету, що якщо жучки намагаються вилізти з суміші і кудись втекти, це означає, що ось-ось нагрянуть менти і час тікати від них самим. Микита розповідає про все це Максиму, коли він зайшов до нього у гості. Друзі, поговоривши, вирушають у своїх наркоманських справах.
Дорогою їм трапляються менти. Микита та Максим ховаються від них у широку трубу. У світі комах ця труба виявляється цигаркою, одвірком. Косяк підпалюють і викурюють. Перед смертю Максим звертається до бога і отримує від бога відповідь, що з ним немає провини. (У людському світі цигарку курив Сем, а слова, які Максим почув, думаючи, що це була відповідь бога, були словами Сема, зверненими до Наташі).

### Таргани-Цікади
Сергій вилуплюється з яйця, падає з дерева на землю, вгризається в землю. Основне його заняття це рити землю, чим він і займатиметься своє життя. Риттям він займається, коли йому треба вийти на роботу, і після повернення з роботи він риє землю, щоб опинитися вдома. Сергій навіть копає собі жінок. Мета його життя накопати якнайбільше бабок, і він виконує її.
Великий страх Сергія стати тарганом на батьківщині, він докопується до Америки. В Америці Сергій безперервно зайнятий риттям. Незважаючи на всі свої зусилля він трансформується у старого американського таргана. На старості герой розуміє, що рити треба виключно вгору — це приводить його на поверхню землі. У цей момент Сергій перетворюється на цикаду з таргана. У нього з'являються крила і він ними починає за звичкою копати повітря. Тут повтор вечора, де герой народжується із яйця. Читач розуміє, що нічого іншого просто ніколи не було.